# Tony Award alla miglior coreografia
Il Tony Award alla miglior coreografia (Tony Award for Best Choreography) è un riconoscimento teatrale presentato dal 1947 che viene consegnato ai migliori coreografi che hanno lavorato per un musical a Broadway.

## Vincitori e candidati

### Anni 1940
- 1947: Agnes de Mille – Brigadoon / Michael Kidd – Finian's Rainbow
- 1948: Jerome Robbins – High Button Shoes
- 1949: Gower Champion – Lend An Ear

### Anni 1950
- 1950: Helen Tamiris – Touch and Go
- 1951: Michael Kidd – Guys and Dolls
- 1952: Robert Alton – Pal Joey
- 1953: Donald Saddler – Wonderful Town
- 1954: Michael Kidd – Can-Can
- 1955: Bob Fosse – The Pajama Game
- 1956: Bob Fosse – Damn Yankees
  - Robert Alton – The Vamp
  - Boris Runanin – Phoenix '55 / Pipe Dream
  - Anna Sokolow – Red Roses For Me

- 1957: Michael Kidd – Li'l Abner
  - Hanya Holm – My Fair Lady
  - Dania Krupska – The Most Happy Fella
  - Jerome Robbins / Bob Fosse – Bells Are Ringing
- 1958: Jerome Robbins – West Side Story
  - Bob Fosse – New Girl In Town
  - Onna White – The Music Man
- 1959: Bob Fosse – Redhead
  - Agnes de Mille – Goldilocks
  - Carol Haney – Flower Drum Song
  - Onna White – Whoop-Up

### Anni 1960
- 1960: Michael Kidd – Destry Rides Again
  - Peter Gennaro – Fiorello!
  - Joe Layton – Greenwillow
  - Lee Scot – Happy Town
  - Onna White – Take Me Along
- 1961: Gower Champion – Bye Bye Birdie
  - Onna White – Irma La Douce
- 1962: Joe Layton – No Strings
  - Agnes de Mille – Kwamina
  - Michael Kidd – Subways Are For Sleeping
  - Dania Krupska – The Happiest Girl in the World
- 1963: Bob Fosse – Little Me
  - Carol Haney – Bravo Giovanni
- 1964: Gower Champion – Hello, Dolly!
  - Danny Daniels – High Spirits
  - Carol Haney – Funny Girl
  - Herbert Ross – Anyone Can Whistle
- 1965: Jerome Robbins – Fiddler on the Roof
  - Peter Gennaro – Bajour
  - Donald McKayle – Golden Boy
  - Onna White – Half a Sixpence

- 1966: Bob Fosse – Sweet Charity
  - Jack Cole – Man of La Mancha
  - Michael Kidd – Skyscraper
  - Onna White – Mame
- 1967: Ron Field – Cabaret
  - Michael Bennett – A Joyful Noise
  - Danny Daniels – Walking Happy / Annie Get Your Gun
  - Lee Theodore – The Apple Tree
- 1968: Gower Champion – The Happy Time
  - Michael Bennett – Henry, Sweet Henry
  - Kevin Carlisle – Hallelujah, Baby!
  - Onna White – Illya Darling
- 1969: Joe Layton – George M!
  - Sammy Bayes – Canterbury Tales
  - Ronald Field – Zorba
  - Michael Bennett – Promises, Promises

### Anni 1970
- 1970: Ron Field – Applause
  - Michael Bennett – Coco
  - Grover Dale – Billy
  - Louis Johnson – Purlie
- 1971: Donald Saddler – No, No, Nanette
  - Michael Bennett – Company
  - Michael Kidd – The Rothschilds
- 1972: Michael Bennett – Follies
  - Patricia Birch – Grease
  - Jean Erdman – Two Gentlemen of Verona
- 1973: Bob Fosse – Pippin
  - Gower Champion – Sugar
  - Peter Gennaro – Irene
  - Donald Saddler – Much Ado About Nothing
- 1974: Michael Bennett – Seesaw
  - Patricia Birch – Over Here!
  - Donald McKayle – Raisin
- 1975: George Faison – The Wiz
  - Gower Champion – Mack and Mabel
  - Donald McKayle – Doctor Jazz
  - Margo Sappington – Where's Charley?
  - Robert Tucker – Shenandoah
  - Joel Zwick – Dance with Me

- 1976: Michael Bennett / Bob Avian – A Chorus Line
  - Patricia Birch – Pacific Overtures
  - Bob Fosse – Chicago
  - Billy Wilson – Bubbling Brown Sugar
- 1977: Peter Gennaro – Annie
  - Talley Beatty – Your Arms Too Short to Box with God
  - Patricia Birch – Music Is
  - Onna White – I Love My Wife
- 1978: Bob Fosse – Dancin'
  - Arthur Faria – Ain't Misbehavin'
  - Ron Lewis – The Act
  - Elizabeth Swados – Runaways
- 1979: Michael Bennett / Bob Avian – Ballroom
  - Henry LeTang / Billy Wilson – Eubie!
  - Dan Siretta – Whoopee!
  - Tommy Tune – The Best Little Whorehouse in Texas

### Anni 1980
- 1980: Tommy Tune / Thommie Walsh – A Day in Hollywood/A Night in the Ukraine
  - Ernest Flatt – Sugar Babies
  - Larry Fuller – Evita
  - Joe Layton – Barnum
- 1981: Gower Champion – 42nd Street
  - Graciela Daniele – The Pirates of Penzance
  - Henry LeTang / Donald McKayle / Michael Smuin – Sophisticated Ladies
  - Roland Petit – Can-Can
- 1982: Michael Bennett / Michael Peters – Dreamgirls
  - Peter Gennaro – Little Me
  - Tony Tanner – Joseph and the Amazing Technicolor Dreamcoat
  - Tommy Tune – Nine
- 1983: Tommy Tune / Thommie Walsh – My One and Only
  - George Faison – Porgy and Bess
  - Gillian Lynne – Cats
  - Donald Saddler – On Your Toes
- 1984: Danny Daniels – The Tap Dance Kid
  - Wayne Cilento – Baby
  - Graciela Daniele – The Rink
  - Scott Salmon – La Cage aux Folles

- 1986: Bob Fosse – Big Deal
  - Graciela Daniele – The Mystery of Edwin Drood
  - Peter Martins – Song & Dance
  - Tango Argentino Dancers – Tango Argentino
- 1987: Gillian Gregory – Me and My Girl
  - Ron Field – Rags
  - Brian Macdonald – The Mikado
  - Arlene Phillips – Starlight Express
- 1988: Michael Smuin – Anything Goes
  - Lar Lubovitch – Into the Woods
  - Gillian Lynne – The Phantom of the Opera
  - Ndaba Mhlongo / Mbongeni Ngema – Sarafina!
- 1989: Cholly Atkins / Henry LeTang / Frankie Manning / Fayard Nicholas – Black and Blue
  - Michele Assaf – Starmites
  - Bill Irwin / Kimi Okada – Largely New York
  - Alan Johnson – Legs Diamond

### Anni 1990
- 1990: Tommy Tune – Grand Hotel
  - Joan Brickhill – Meet Me in St. Louis
  - Graciela Daniele / Tina Paul – Dangerous Games
- 1991: Tommy Tune – The Will Rogers Follies
  - Bob Avian – Miss Saigon
  - Graciela Daniele – Once on This Island
  - Dan Siretta – Oh, Kay!
- 1992: Susan Stroman – Crazy for You
  - Terry John Bates – Dancing at Lughnasa
  - Christopher Chadman – Guys and Dolls
  - Hope Clarke / Ted L. Levy / Gregory Hines – Jelly's Last Jam
- 1993: Wayne Cilento – The Who's Tommy
  - Graciela Daniele – The Goodbye Girl
  - Vincent Paterson / Rob Marshall – Kiss of the Spider Woman
  - Randy Skinner – Ain't Broadway Grand
- 1994: Kenneth MacMillan – Carousel
  - Jeff Calhoun – Grease
  - Rob Marshall – Damn Yankees
  - Rob Marshall – She Loves Me

- 1995: Susan Stroman – Show Boat
  - Bob Avian – Sunset Boulevard
  - Wayne Cilento – How to Succeed in Business Without Really Trying
  - Joey McKneely – Smokey Joe's Cafe
- 1996: Savion Glover – Bring in 'da Noise/Bring in 'da Funk
  - Graciela Daniele – Chronicle of a Death Foretold
  - Susan Stroman – Big, The Musical
  - Marlies Yearby – Rent
- 1997: Ann Reinking – Chicago
  - Wayne Cilento – Dream
  - Joey McKneely – The Life
  - Susan Stroman – Steel Pier
- 1998 Garth Fagan – The Lion King
  - Graciela Daniele – Ragtime
  - Forever Tango Dancers – Forever Tango
  - Rob Marshall – Cabaret
- 1999: Matthew Bourne – Swan Lake
  - Patricia Birch – Parade
  - Rob Marshall – Little Me
  - A. C. Ciulla – Footloose

### Anni 2000
- 2000: Susan Stroman – Contact
  - Kathleen Marshall – Kiss Me, Kate
  - Susan Stroman – The Music Man
  - Lynne Taylor-Corbett – Swing!
- 2001: Susan Stroman – The Producers
  - Jerry Mitchell – The Full Monty
  - Randy Skinner – 42nd Street
- 2002: Rob Ashford – Thoroughly Modern Millie
  - John Carrafa – Into the Woods
  - John Carrafa – Urinetown: The Musical
  - Susan Stroman – Oklahoma!
- 2003: Twyla Tharp – Movin' Out
  - Robert Longbottom – Flower Drum Song
  - Jerry Mitchell – Hairspray
  - Melinda Roy – Urban Cowboy: The Musical
- 2004: Kathleen Marshall – Wonderful Town
  - Wayne Cilento – Wicked
  - Jerry Mitchell  – Never Gonna Dance
  - Anthony Van Laast / Farah Khan – Bombay Dreams

- 2005: Jerry Mitchell – La Cage aux Folles
  - Wayne Cilento  – Sweet Charity
  - Jerry Mitchell – Dirty Rotten Scoundrels
  - Casey Nicholaw – Monty Python's Spamalot
- 2006: Kathleen Marshall – The Pajama Game
  - Rob Ashford – The Wedding Singer
  - Donald Bryd – The Color Purple
  - Casey Nicholaw – The Drowsy Chaperone
- 2007: Bill T. Jones – Spring Awakening
  - Rob Ashford – Curtains
  - Matthew Bourne / Stephen Mear – Mary Poppins
  - Jerry Mitchell – Legally Blonde
- 2008: Andy Blankenbuehler – In The Heights
  - Rob Ashford – Cry-Baby
  - Christopher Gattelli – South Pacific
  - Dan Knechtges – Xanadu
- 2009: Peter Darling – Billy Elliot the Musical
  - Karole Armitage – Hair
  - Andy Blankenbuehler – 9 to 5
  - Randy Skinner – White Christmas

### Anni 2010
- 2010: Bill T. Jones – Fela!
  - Rob Ashford – Promises, Promises
  - Lynne Page – La Cage aux Folles
  - Twyla Tharp – Come Fly Away
- 2011: Kathleen Marshall – Anything Goes
  - Rob Ashford – How to Succeed in Business Without Really Trying
  - Casey Nicholaw – The Book of Mormon
  - Susan Stroman – The Scottsboro Boys
- 2012: Christopher Gattelli – Newsies
  - Rob Ashford – Evita
  - Steven Hoggett – Once
  - Kathleen Marshall – Nice work if you can get it
- 2013: Jerry Mitchell – Kinky Boots
  - Andy Blankenbuehler – Bring it on: The musical
  - Peter Darling – Matilda the Musical
  - Chet Walker – Pippin
- 2014: Warren Carlyle – After Midnight
  - Kelly Devine / Steven Hoggett– Rocky
  - Casey Nicholaw  – Aladdin
  - Susan Stroman – Bullets over Broadway
- 2015: Christopher Wheeldon – Un americano a Parigi
  - Joshua Bergasse  – On the Town
  - Christopher Gattelli – The King and I
  - Scott Graham / Steven Hoggett – Lo strano caso del cane ucciso a mezzanotte
  - Casey Nicholaw – Something Rotten!

- 2016: Andy Blankenbuehler – Hamilton
  - Savion Glover – Shuffle Along
  - Hofesh Shechter – Fiddler on the Roof
  - Randy Skinner – Dames at Sea
  - Sergio Trujillo – On your Feet!
- 2017: Andy Blankenbuehler – Bandstand
  - Peter Darling / Ellen Kane – Groundhog Day
  - Kelly Devine – Come From Away
  - Denis Jones – Holiday Inn
  - Sam Pinkleton – Natasha, Pierre & The Great Comet of 1812
- 2018: Justin Peck – Carousel
  - Christopher Gattelli – SpongeBob SquarePants
  - Steven Hoggett – Harry Potter e la maledizione dell'erede
  - Casey Nicholaw – Mean Girls
- 2019: Sergio Trujillo – Ain't Too Proud
  - Camille A. Brown – Choir Boy
  - Warren Carlyle – Kiss Me, Kate
  - Denis Jones – Tootsie
  - David Neumann – Hadestown

### Anni 2020
- 2020: Sonya Tayeh – Moulin Rouge!
  - Sidi Larbi Cherkaoui – Jagged Little Pill
  - Anthony Van Laast – Tina
- 2021: Premi non assegnati per pandemia di COVID-19
- 2022: Christopher Wheeldon – MJ the Musical
  - Camille A. Brown – for colored girls who have considered suicide / when the rainbow is enuf
  - Warren Carlyle – The Music Man
  - Carrie-Anne Ingrouille – Six
  - Bill T. Jones – Paradise Square
- 2023: Casey Nicholaw — Some Like It Hot
  - Steven Hoggett – Sweeney Todd: The Demon Barber of Fleet Street
  - Susan Stroman — New York, New York
  - Jennifer Weber – & Juliet
  - Jennifer Weber — KPOP

## Coreografi più premiati
- Bob Fosse (8)
- Michael Bennet (5)
- Gower Champion (5)
- Michael Kidd (5)
- Susan Stroman (4)
- Tommy Tune (4)
- Kathleen Marshall (3)
- Bob Avian (2)
- Bill T. Jones (2)